# Косміна-де-Жос
Косміна-де-Жос (рум. Cosmina de Jos) — село у повіті Прахова в Румунії. Адміністративний центр комуни Космінеле.
Село розташоване на відстані 82 км на північ від Бухареста, 26 км на північний захід від Плоєшті, 59 км на південь від Брашова.

## Населення
За даними перепису населення 2002 року у селі проживали 459 осіб, усі — румуни. Усі жителі села рідною мовою назвали румунську.
Станом на 1 грудня 2021 року населення складало 369 осіб.